# Jesús Alfonso Huerta Escoboza
Pour l'autre catcheur catchant originellement sous le nom de La Parka, voir Adolfo Tapia Ibarra.
Jesús Alfonso Huerta Escoboza, né le 4 janvier 1966 à Hermosillo et mort le 11 janvier 2020, est un luchador masqué mexicain, plus connu sous le nom de La Parka (ou La Parka II pour le différencier du La Parka original) qui a travaillé pour la fédération de catch Lucha Libre AAA Worldwide (AAA) du milieu des années 1990 à 2019.
En 2020, il est introduit à titre posthume dans le AAA Hall of Fame (en).

## Carrière

### Débuts (1987–1995)
Escoboza fait ses débuts en 1987, travaillant sous le nom de Bello Sexy pendant cinq ans avant, de changer pour Maligno (qui veut dire méchant en espagnol), qu'il utilise jusqu'en 1995. Pendant cette période, il travaille brièvement sous le nom de Crater et Santa Esmeralda.

### Lucha Libre AAA Worldwide(1995–2019)

#### Karisla Momia(1995–1996)
Au début de l'année 1995, Escoboza change à nouveau de nom lorsqu'il rejoit la Lucha Libre AAA Worldwide (AAA, précédemment connue sous le nom de Asistencia Asesoría y Administración) et devient Karis la Momia, une gimmick de momie inspiré de Kharis, la série de films des années 1940. Il est le quatrième catcheur à utiliser ce nom. Le 30 juin 1995, fait sa première apparition d'importance en équipe avec Espectro I (en), El Duende, Maniaco (en) et Halloween, perdant contre Los Power Raiders lors de Triplemania III-C (en). Le 15 mai 1996, Karis remporte son premier titre contre Blue Demon Jr. pour le Mexican National Cruiserweight Championship (en). Lors de Triplemania IV-A (en), Karis, Arunyo et Killer battent Blue Demon Jr., El Torero et Máscara Sagrada Jr.. Durant l'été, Karis entre en Compétition avec Los Payasos contre Los Junior Atómicos (Máscara Sagrada Jr., Tinieblas Jr. (en), Blue Demon Jr. et Halcón Dorado Jr.). Les deux équipes se rencontrent une première fois lors de Triplemania IV-B (en) où Los Junior Atómicos gagnent. L'histoire continue lors de Triplemania IV-C (en), en main event du spectacle dans un match en cage. Karis en sort victorieux, ce qui oblige Halcón Dorado Jr. à se démasquer. En novembre 1996, Karis se voit recevoir une nouvelle gimmick et doit abandonner le titre de champion du Mexique des poids moyens. Il a peut-être incarné un nouveau personnage appelé La Calaca (une variation de la Parka avec des couleurs inversées et un masque plus diabolique) dans un match à l'Arena Neza à la fin de l'année 1996. La gimmick est ensuite donné à El Sanguinario, un rudo de Monterrey.

#### La ParkaJr.(1996–2003)
En 1996, l'employé de l'AAA, La Parka commence à travailler de plus en plus pour la World Championship Wrestling, ce qui veut dire que la première fédération perd une de ses vedettes les plus populaires. Comme le propriétaire de la AAA, Antonio Peña (en), est à l'origine du personnage et détenait les droits au Mexique, il décide de créer « La Parka, Jr. » pour capitaliser sur la popularité du gimmick originel, donnant le rôle à son protégé Escoboza. Il rejoint Los Junior Atómicos, remplaçant l'homme qu'il avait démasqué, Halcón Dorado Jr.. Une des premières apparition de La Parka, Jr. se fait à Guerra de Titanes 1997 (en), où il fait équipe avec Máscara Sagrada Jr., Venum (en) et Cuervo dans un effort perdant contre Los Vipers (en) (Psicosis (en), Histeria (wrestler) (en), Mosco de la Merced (en) et Maniaco (en). La Parka Jr. se trouve rapidement impliqué dans une rivalité entre Los Vipers et un groupe de « catcheur loyaux à la AAA ». Cette histoire connaît son point culminant lors de Triplemanía VI (en) où il fait équipe avec Latin Lover (wrestler) (en), Blue Demon Jr. et (Máscara Sagráda (en) pour battre Los Vipers (Cibernético, Histeria, Maniaco et Psicosis. Le 4 avril 1999, Los Junior Atómicos (La Parka Jr., Perro Aguayo, Blue Demon Jr. et Máscara Sagrada Jr. battent Los Vatos Locos (Charly Manson (en), May Flowers, Nygma (wrestler) (en) et Picudo) pour remporter le Mexican National Atómicos Championship (en). Le groupe le conserve pendant cinq mois avant de le perdre contre leurs rivaux, Los Vipers, lors de Verano de Escándalo (1999) (en). Le 12 août, La Parka Jr. regagne le championnat poids moyen qu'il a dû laisser vacant lorsqu'il a changé de gimmick, contre Kendo.
Le 30 mars 2001, La Parka Jr. bat Latin Lover, Abismo Negro (en) et Erick Casas pour remporter le tournoi Rey de Reyes (2001) (en), preuve que La Parka Jr. est positionné en tant qu'un des principaux technicos de la fédération. Il continue sa route vers le succès en forçant Abismo Negro à abandonner dans un match à quatre contre quatre lors de Triplemania IX (en), le 26 mai. Le 11 novembre 2001, il fait équipe avec Máscara Sagrada pour battre El Texano (en) et Pirata Morgan (en) pour le Mexican National Tag Team Championship (en). L'équipe conserve les titres jusqu'au, 19 avril 2002, où elle les perd face à Electroshock (wrestler) (en) et Chessman. La Parka Jr. continue son ascension dans la carte en s'associant à El Alebrije, Máscara Sagrada et Octagón pour battre Abismo Negro, Cibernético, the Monsther et Leatherface dans le main-event de Guerra de Titanes 2002 (en). Le 16 mars 2003, La Parka Jr. il remporte le Rey de Reyes (2003) (en) face à Abismo Negro pour remporte son deuxième tournoi.

#### Le nouveau La Parka (2003-2009)

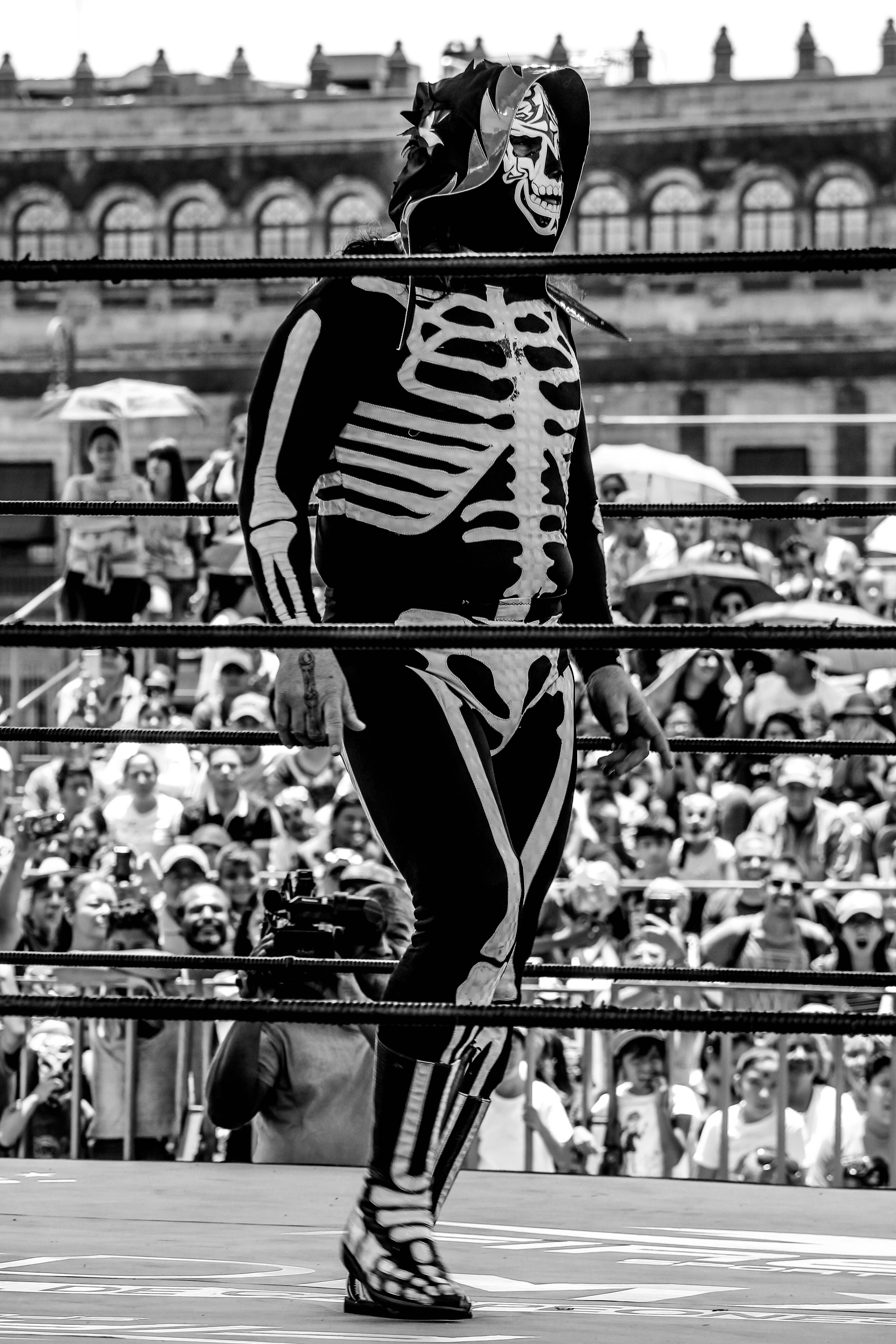
La Parka lors d'un spectacle en extérieur

Au début de l'année 2003, le La Parka original rejoint la Consejo Mundial de Lucha Libre, la principale rivale de l'AAA. Antonio Peña attaque Adolfo Tapia en justice pour son utilisation du nom de La Parka et pour se produire avec le « costume de squelette » au Mexique. Après cela, La Parka Jr. prend officiellement le nom de La Parka. Le 15 juin, La Parka participe au main event de son premier Triplemanía en équipe avec Lizmark (en), Octagón et Super Caló (en) en battant Abismo Negro, Cibernético et The Headhunters à Triplemania XI (en). Cinq jours plus tard, La Parka s'associe à Octagón pour remporter le Mexican National Tag Team Championship (en) des mains d'Electroshock et Chessman, ils sont toujours détenteurs du titre à ce jour.
L'histoire entre les loyaux de la AAA, menés par La Parka, et Los Vipers, menés par Cibernético, culmine le 20 juin 2004, lors du main event de Triplemania XII (en), dans un match Lucha de Apuesta, forçant Cibernético à se démasquer dans un des plus grands Triplemania. La rivalité entre les deux continue au-delà de la perte du masque, incluant un « Lights Out » match (match sans disqualification éclairé à la lumière noire, faisant ressortir le blanc des costumes de La Parka et les teintes jaunes du ring), lors Verano de Escandalo (2004) (en).
À la fin de l'année 2004, Konnan revient à la AAA, amenant avec lui un contingent de catcheurs de la Total Nonstop Action Wrestling (TNA), formant La Legión Extranjera (en), les nouveaux rudos vedettes de la fédération. Leur création force La Parka et Cibernético à s'allier temporairement pour affronter La Legión lors de Guerra de Titanes (en), battant Konnan et Rikishi. Leur alliance ne dure cependant pas longtemps et Cibernético forme La Secta Cibernética (en) au début de l'année 2005, se mettant du côté de La Legión. Le 11 mars, La Parka remporte son troisième titre de Rey de Reyes (en), sortant vainqueur d'un match à sept avec élimination contre Latin Lover, Abismo Negro, Chessman, Jeff Jarrett, Konnan et Cibernético. Il est le seul catcheur à avoir remporté trois fois ce tournoi. Le rôle de La Parka en tant que tecnico principal continue, étant dans le main event de Triplemania XIII (en) aux côtés de Latin Lover et Octagón et battant Cibernético, Chessman et Fuerza Guerrera. Au début de l'année 2006, La Parka (tenant du titre de « roi des rois »), Vampiro et Octagón représente la AAA dans un match par quatre équipes de trois contre La Secta, Team TNA et Los Guapos pour le trophée de Rey de Reyes. Même s'il ne le remporte pas, il aide Vampiro à le gagner. Lors de Triplemania XIV (en), La Parka affronte Muerta Cibernetica dans un Luchas de Apuesta. Il gagne de la même façon qu'à Triplemania XII, démasquant Muerta Cibernetica. L'histoire de la Legión Extranjera voit La Parka affronter des catcheurs de la TNA comme Abyss, Jeff Jarrett, Elix Skipper et Hotstuff Hernandez,.
À la fin de l'année 2006, le propriétaire de la fédération, Antonio Peña décède, ce qui entraîne différents changements en coulisse comme Joaquin Roldan se chargant du booking et une de ses principales décisions est de ne plus présenter La Parka comme le seul technicos vedette en concentrant l'histoire plus sur Cibernético. Le 16 mars 2007, La Parka remporte son quatrième et dernier tournoi de Rey de Reyes (en) en battant Octagón, Abismo Negro, Rhino, Fuerza Guerrera et Latin Lover dans le match par élimnation final. Lors de Triplemania XV (en), La Legión composée de Ron Killings, Sabu, Head Hunter A et Rikishi Phatu battent La Parka, El Zorro, Latin Lover et Animal. Pendant l'été 2007, La Parka se blesse à l'épaule dans un accident de voiture, le forçant à moins travailler et à utiliser un style moins risqué. Lors du Antonio Peña Memorial Show (en) en octobre, Kenzo Suzuki aggrave accidentellement la blessure, si bien qu'il doive mettre sa carrière en pause après le spectacle,.
Cette blessure le met sur le côté pendant une longue période entre 2007 et 2008, mais il participe à Triplemania XVI (en) où il fait équipe avec Chessman et Silver King pour perdre contre La Legión représentée par Bobby Lashley, Electroshock et Kenzo Suzuki. L'histoire entre La Legión et les loyaux de la AAA mène vers un match en cage entre l'équipe de la AAA (La Parka, Latin Lover, Octagón et Super Fly) et La Legión Extranjera (Electroshock, Konnan, Kenzo Suzuki et Rellik). L'enjeu du match était le contrôle de la fédération, ainsi que l'urne funéraire contenant supposément les cendre d'Antonio Peña comme symbole de ce contrôle. En 2009, l'angle de La Parka contre La Legión se concentre principalement sur Silver King. Celui-ci a trahi Parka dans un match plus tôt cette année et rejoint l'équipe concurrente. Les deux se rencontrent dans de nombreux matchs, se terminant le plus souvent sans réels vaiqueurs. Ils essaient alors de se déchirer leurs masques, laissant à penser qu'un Luchas de Apuestas va avoir lieu. Lors de Triplemania XVII (en), La Parka, El Hijo del Santo, Vampiro, Octagón et Jack Evans battent La Legión (Silver King, Chessman, Electroshock, Kenzo Suzuki and Teddy Hart) dans un match où l'équipe de la AAA reprend le contrôle de la fédération. Lors de Verano de Escandalo (2009) (en), Silver King fait le tombé sur La Parka, par conséquent, son équipe avec Marco Corleone et Octagón perd face à Los Wagnermaniacos (Silver King, Electroshock et Último Gladiador (en)).

#### Rivalité avec L.A. Park (2010)
Lors du tournoi de Rey de Reyes (en) de 2010, le La Parka original, L.A. Park retourne à la AAA, treize ans après avoir quitté la fédération en mauvais termes pour participer à une rivalité face au La Parka « imposteur ». L.A. Park se met du côté de Dorian Roldan (le fils du président de la AAA, Joaquin Roldan) et La Parka de celui de Joaquin. Pendant un spectacle le 19 mars 2010, L.A. Park attaque encre une fois La Parka et le projette à travers une table. Lors d'un autre Spectacle, La Parka lance un défi à L.A. Park pour un match à Triplemanía XVIII (en), avec n'importe quelle stipulation La Parka original désirait. L.A. Park accepte lors dun enregistrement télévisé le 30 avril. Lors d'une conférence presse de l'AAA le 12 mai, il est annoncé que l'enjeu du match serait l'utilisation du nom « La Parka ». Les deux signent un contrat lors de l'émission du 19 mai. Après la signature, Dorian Roldan fait arrêter La Parka par la police pour contrefaçon, pour avoir pris l'identité de La Parka. Il est libéré juste à temps pour interférer dans le demi-main event et attaquer L.A. Park. Lors de Triplemanía XVIII, L.A. Park se bat conte La Parka dans le main event. Vers la fin du match, Park porte un tombstone piledriver, une prise interdite en lucha libre. Alors que Park s'apprête à frapper Parka avec une chaise pliante, Joaquin Roldan entre sur le ring, Park fait alors mine de vouloir le frapper, ce qui fait intervenir Dorian sur le ring. L.A. Park frappe ce dernier, ce qui pousse Joaquin à le frapper trois fois avec une chaise. Halloween et Damián 666 de la fédération Perros del Mal (en) court au ring pour faire fuir Roldan. Ils placent ensuite le corps inanimé de L.A. Park sur La Parka pour que l'arbitre rudo Hijo del Tirantes compte le tombé et sonne une victoire à Park. Après que la cloche a sonné, le reste du contingent de Perros del Mal, incluant la fils de Park, El Hijo de L.A. Park (en)), vient sur le ring pour fêter avec L.A. Park., qui vent de gagner le droit de s'appeler « La Parka ». Après quelques minutes, un groupe de catcheurs mené par Octagón arrive avec la sécurité de l'événement pour débarrasser le ring. La Parka est mis sur un brancard, n'ayant pas bougé depuis que Park lui a porté son piledriver. Un peu plus tard, il est annoncé que les résultats du match sont annulés à cause des interventions des catcheurs de Los Perros del Mal, mais le matin suivant, il est confirmé que Tapia a bien remporté le droit de s'appeler La Parka et que le La Parka de l'AAA devra changer de nom,. Cependant, le 10 juin, l'AAA annonce qu'elle respecte la décision de la commission de boxe et de lutte de la ville d'annuler le match et, de ce fait, La Parka et L.A. Park gardent leurs noms. Le 4 juillet, La Parka bat L.A. Park dans un match revanche.

#### El Inframundo(2010-2011)
En octobre 2010, Cibernético, l'ami de Parka, le trahi, lui et l'AAA, après qu'ils ne lui ont pas fait confiance quand il a affirmé ne pas avoir rejoint La Sociedad (en) et recréé son ancien groupe, Los Bizarros, avec Amadeus, Billy el Malo (en), Charly Manson (en), Escoria (en), Nygma et Taboo,. Parka et Cibernético commencent alors une rivalité violente, où il est même suggéré, pendant un match, que ce dernier a envoyé à l'hôpital le fils de trois ans de La Parka. En mai 2011, La Parka forme El Inframundo (« Le Monde d'En-dessous ») avec Dark Cuervo, Dark Espíritu (en), Dark Ozz (en) et Drago pour affronter Los Bizarros. Le 18 juin, lors de Triplemanía XIX (en), Parka, Ozz, Drago et Octagón sont battus par Cibernético, Billy el Malo, Charly Manson et Escoria quand Cibernético fait le tombé sur La Parka après une distraction de Taboo, qui est apparu en haut de la rampe avec son fils. Après le match, on apprend que Taboo est en fait le frère de La Parka,. Parka met finalement ses mains sur Taboo le 21 juin lors de Verano de Escándalo (en) dans un match en équipe à huit entre les deux groupes, que El Inframundo perd par disqualification de La Parka pour violence excessive envers son frère.

#### La Sociedadet rivalité avecLa Parka Negra(2011-2014)
Le 9 octobre 2011, lors de Héroes Inmortales (en), Octagón surprend l'AAA en trahissant la fédération en attaquant Dr Wagner, Jr. après son match avec El Hijo del Perro Aguayo. La Parka entre dans le ring pour faire mine de venir aider son partenaire de longue date mais attaque également Wagner de même qu'Octagón, Aguayo, Konan Big (en) et Silver King, rejoignant La Sociedad. Dans un premier temps, il justifie son acte le 21 octobre parce que l'AAA a fait revenir L.A. Park après quinze ans de loyaux services, et parce que les fans ont préféré se rallier à Park et Cibernético lors des deux précédentes rivalités. Le 1er décembre, Parka et Park mettent leurs différends de côté et font équipe pour la première fois pour vaincre Dr Wagner et Electroshock dans le main event du spectacle. Le 18 mars 2012, lors de Rey de Reyes (en), La Parka, Dark Dragon et Tito Santana (en) sont battus par Cibernético, Billy el Malo et Escoria dans ce qui était présenté comme la fin de la rivalité entre Cibernético et La Parka. Après le match, Octagón trahit La Parka, l'attaquant avec Dragon et Santana jusqu'à ce que Los Bizarros intervienne et fassent fuir les attaquants. Après avoir essayé de conserver son alliance avec La Sociedad, La Parka tourne tecnico et rejoint l'équipe de l'AAA le 30 avril.
Le 5 août lors de Triplemanía XX (en), La Parka fait équipe avec Los Psycho Circus (en) dans un match en équipe à huit, où ils battent Octagón et El Consejo avec Parka qui fait le tombé sur Octagón. Par la suite, Octagón est attaqué par son équipe jusqu'à ce que Parka vienne le sauver. Le 7 octobre, lors de Héroes Inmortales (en), La Parka et Octagón font la paix, terminant officiellement leur courte dispute. Le 2 décembre lors de Guerra de Titanes (en), La Sociedad présente le nouvel ennemi de La Parka : La Parka Negra. Dans ce match, La Parka, Octagón et Octagón Jr. battent, l'également débutant Pentagón Jr. et Silver King,. Le 18 octobre 2013, lors de Héroes Inmortales VII (en), La Parka remporte la Copa Antonio Peña
bat Black Warrior (en), El Hijo del Perro Aguayo et El Zorro pour gagner son cinquième tournoi de Rey de Reyes.

#### Suite de la carrière (2014-2019)
La Parka continue à participer aux spectacles de l'AAA jusqu'à sa blessure en 2019. En 2018, Parka débute chez Impact ! Wrestling pour l'épisode du 4 octobre d'Impact Wrestling, qui avait été enregistrée le 14 septembre au Frontón México Entertainment Center à Mexico, répondant à un défi ouvert d'Eli Drake à tous les catcheurs mexicains, et le remporte par décompte à l'extérieur,.

### Autres médias

#### Jeux vidéo
| Année de sortie | Titre                                 | Nom de ring | Consoles                |
| --------------- | ------------------------------------- | ----------- | ----------------------- |
| 2010            | Lucha Libre AAA: Héroes del Ring (en) | La Parka    | PlayStation 3, Xbox 360 |

### Vie privée
Le 28 août 2019, La Parka présente « Karis La Momia Jr. », présenté en tant qu'un fils qui veut suivre les traces de son père et devenir catcheur.

### Blessure et mort
Lors d'un spectacle Kaoz le 21 octobre 2019, La Parka saute en-dehors du ring, manque son adversaire, Rush, et heurte une barrière de sécurité et le sol en béton la tête la première. L'impact paralyse Parka et il est directement transféré à l'hôpital de  Monterrey. Là-bas, il retrouve une sensation au bout de ses extrémités. Tôt le matin suivant, il subit une opération de la nuque et des cervicales pour amoindrir la pression dans le haut du corps,. Il est révélé que, non seulement la blessure peut mettre fin à la carrière du catcheur, mais qu'en plus, elle aurait pu être fatale. Le lendemain, une fausse déclaration de presse annonce sa mort, ce qui est démenti quelques heures plus tard par l'AAA.
La Parka meurt, le 11 janvier 2020, des suites des blessures subies pendant le match,.

### Héritage et hommages
La Parka est considéré comme une des plus grandes vedettes de la lucha libre avec Dave Meltzer du Wrestling Observer Newsletter le citant comme « une des pièces clés de l'identité de l'AAA ».
À la suite de sa mort, de nombreux catcheurs ont fait part de leurs condoléances, incluant son ennemi de longue date, L.A. Park et la principale fédération concurrente, la Consejo Mundial de Lucha Libre. Le 19 janvier 2020, le Deportivo Toluca rend hommage à Parka pendant le premier match à domicile du Clausura 2020 (en) en portant son masque,. Le 29 janvier 2020, Parka est introduit dans le AAA Hall of Fame (en) dans la sélection de 2020.

## Palmarès
- DDT Pro-Wrestling
  - Ironman Heavymetalweight Championship (1 fois)[81]
- International Wrestling Revolution Group (en)
  - Guerra de Empresas (2012) (en) avec Cibernético[82],[83]
- Lucha Libre AAA Worldwide
  - AAA Hall of Fame (en) (sélection de 2020)[84]
  - Copa Antonio Peña (2013 (en))[66]
  - Copa Triplemanía XXV (en) avec Argenis et Bengala (es)[85]
  - GPCW SUPER-X Monster Championship (1 fois)[N 1],[86]
  - Mexican National Atómicos Championship (en) (1 fois) avec Perro Aguayo Jr., Blue Demon Jr. et Máscara Sagrada Jr.[N 2],[14]
  - Mexican National Cruiserweight Championship (en) (2 fois)[N 3],[7]
  - Mexican National Tag Team Championship (en) (2 fois) avec Máscara Sagrada (en) (1) et Octagón (en) (1)[N 3],[18],[22]
  - Rey de Reyes (2001 (en), 2003 (en), 2005 (en), 2007 (en), 2014 (en))[16],[20],[26],[32],[67]
- Pro Wrestling Illustrated
  - Classé 43e sur 500 dans le classement des meilleurs catcheurs en 2007[87]

### Résultats deLuchas de Apuestas
| Vainqueur (enjeu)       | Perdant (enjeu)               | Lieu                     | Spectacle             | Date            | Notes et sources |
| ----------------------- | ----------------------------- | ------------------------ | --------------------- | --------------- | ---------------- |
| Karis la Momia (masque) | Halcón Dorado Jr. (masque)    | Acapulco, Guerrero       | Triplemanía IV-C (en) | 15 juillet 1996 | ,                |
| La Parka Jr. (masque)   | The Panther (Cheveux)         | Monterrey, Nuevo Leon    | Spectacle             | 30 janvier 2000 | [ 88 ]           |
| La Parka Jr. (masque)   | Gigante Drako (masque)        | Mexico                   | Rey de Reyes (en)     | 5 février 2000  | [ 89 ]           |
| La Parka Jr. (masque)   | El Hijo del Espectro (masque) | Tijuana, Baja California | Spectacle             | 20 avril 2001   | [ 89 ]           |
| La Parka Jr. (masque)   | Akuma (masque)                | Tijuana, Baja California | Spectacle             | 10 août 2001    | [ 89 ]           |
| La Parka (masque)       | Cibernético (masque)          | Naucalpan, Mexico State  | Triplemanía XII (en)  | 20 juin 2004    | [ 23 ]           |
| La Parka (masque)       | La Bestia (masque)            | Reynosa, Tamaulipas      | Spectacle             | 31 août 2004    | [ 89 ]           |
| La Parka (masque)       | El Angel (cheveux)            | Reynosa, Tamaulipas      | Spectacle             | 30 août 2005    | [ 89 ]           |
| La Parka (masque)       | Destroyer II (masque)         | Reynosa, Tamaulipas      | Spectacle             | 25 octobre 2005 | [ 89 ]           |
| La Parka (masque)       | Muerte Cibernetica (masque)   | Naucalpan, Mexico State  | Triplemanía XIV (en)  | 18 juin 2006    | [ 29 ]           |